# Cotton Edmunds
Cotton Edmunds var en civil parish 1866–2015 när det uppgick i Christleton, i distriktet Cheshire West and Chester, i Storbritannien. Det ligger i grevskapet Cheshire och riksdelen England, i den södra delen av landet, 260 km nordväst om huvudstaden London. Civil parish hade 25 invånare år 2001.